# 한국언어학회
한국언어학회는 1975년에 창립(초대회장: 서울대학교 장석진)되었으며 현재는 1200명 이상의 교수와 박사급 연구자들이 학회의 정회원으로 참여하고 있다. 정회원들은 국어학, 영어학, 언어학, 불어학(프랑스어), 독어학 뿐만 아니라 한국어 교육, 영어교육 등 응용언어학 및 자연어처리 등 다양한 분야에서 전문가로서 활발히 활동하고 있다. 박사급 정회원들외에도 석사과정이나 박사과정의 대학원생 준회원도 200명이 넘는다.
언어학은 인간의 문화와 사회를 다루는 인문학의 한 분야로서 언어의 이론적 연구와 그 응용을 목적으로 한다. 언어학 연구는 인간사고의 궁극적인 이해를 위한 이론을 정립하고 그에 대한 구체적인 방법론을 제시하여 인간 삶의 중추가 되는 사회적 행위와 구조, 사회 속에서의 교육 등을 이해하고 개선하는데 필요한 이론적 뒷받침을 해 줄 수 있는 인간학 연구이기도 하다. 이러한 맥락에서 언어학은 복합학문적인 성격이 매우 강한 학문분야이며, 심리학, 사회학, 인류학, 문학, 역사학, 철학 등 인접학문과의 연결점이 많은 분야로 자리매김된다.
한국언어학회에서 발간하는 학술지 <<언어>>는 지속적으로 우수한 논문들을 게재함으로써 국내 인문학 분야에서 가장 높이 평가받는 몇 안되는 학술지로서, 한국연구재단의 인문학 분야에서는 매우 드문 우수등재학술지이기도 하다. 이 학술지는 1년에 4차례 - 3월말, 6월말, 9월말, 12월말 - 간행된다. 한국언어학회는 학술지외에도 1년에 네 차례 <<소식지>>를 발간하여 회원들간의 소통을 원활하게 한다.
현재, 한국언어학회는 국제화 시대에 발맞추어 국제 언어학계의 최근 연구동향에 대한 폭넓은 이해를 바탕으로 21세기 세계적 언어학 연구의 방향을 주도하는 학회로 거듭나기 위해 최선의 노력을 다하고 있다.
제23대(2021년 ~ 2022년) 회기동안 집행부는 중점적으로 "한국 현대언어학의 뿌리" 사업을 수행하고 있으며, 이 사업을 통해 한국 현대언어학의 토대를 구축하는데에 크게 기여한 명망있는 언어학자들과의 대담을 영상기록으로 남기고자 하는 목적으로 추진되었다.

## 조직
한국언어학회의 조직으로는 상임이사회, 이사회, 편집위원회 및 연구윤리위원회가 있다.